# My Classics! 3
My Classics! 3 é o décimo álbum, porém o nono álbum de estúdio da cantora japonesa Ayaka Hirahara. Assim como os dois últimos álbuns, my Classics! e my Classics! 2, as músicas foram escritas pela própria A-ya, porém as melodias são de músicas clássicas de diversos compositores. Na primeira semana de venda ficou em décimo terceiro lugar.

## Faixas
| N.º | Título                                                                   | Letras              | Música                                   | Duração |  |
| 1.  | "Watashi to Iu Na no Kodoku (私と言う名の孤独)"                          | Ayaka Hirahara      | Edward Elgar                             | 5:19    |  |
| 2.  | "Haru (春) ～La Primavera!～"                                            | Ayaka Hirahara      | Antonio Vivaldi                          | 3:48    |  |
| 3.  | "What will be will be"                                                   | Ayaka Hirahara      | Johann Sebastian Bach                    | 4:26    |  |
| 4.  | "Ooki na Ki no Shita (大きな木の下)"                                     | Ayaka Hirahara      | Erik Satie                               | 4:56    |  |
| 5.  | "Danny Boy"                                                              | Ayaka Hirahara      | Tradicional Irlandesa                    | 3:34    |  |
| 6.  | "LOVE STORY Koukyoukyoku Dai-9-ban Dai-3-gakushou (交響曲第9番 第3楽章)" | Ayaka Hirahara      | Ludwig van Beethoven                     | 3:59    |  |
| 7.  | "Wakare no Kyoku (別れの曲)"                                             | Ayaka Hirahara      | Frederic Chopin                          | 3:48    |  |
| 8.  | "Kumanbachi no Hikou (くまんばちの飛行)"                                 | Ayaka Hirahara      | Nikolai Rimsky-Korsakov                  | 3:37    |  |
| 9.  | "Someone to watch over me"                                               | Ira Gershwin        | George Gershwin                          | 5:21    |  |
| 10. | "Brahms no Koi (ブラームスの恋)"                                         | Ayaka Hirahara      | Johannes Brahms / Toshiyuki Watanabe     | 4:56    |  |
| 11. | "Greensleeves"                                                           | Ayaka Hirahara      | Tradicional Inglesa                      | 3:30    |  |
| 12. | "Love Rhapsody (ラヴ・ラプソディー)"                                     | Ayaka Hirahara      | Sergei Rachmaninoff / Toshiyuki Watanabe | 4:27    |  |
| 13. | "Aranjuez Kyousoukyoku (アランフェス協奏曲) ~ Spain (Live Version)"      | Ayaka Hirahara      | Joaquin Rodrigo / Chick Corea            | 6:18    |  |
| 14. | "Danny Boy (English Version)"                                            | Frederick Weatherly | Tradicional Irlandesa                    | 3:46    |  |